# Vesela jesen 1990
XXIII. Vesela jesen je potekala 5. oktobra 1990 v Dvorani Tabor v organizaciji Radia Maribor. Prireditev sta vodila Ida Baš in Marko Cvahte. Orkestru je dirigiral Edvard Holnthaner.

## Tekmovalne skladbe
| #   | Izvajalec             | Naslov pesmi              | Avtor glasbe                  | Avtor besedila         | Avtor aranžmaja   | Nagrade                                                    |
| --- | --------------------- | ------------------------- | ----------------------------- | ---------------------- | ----------------- | ---------------------------------------------------------- |
| 1.  | Ivek Baranja          | Gé jê pintar              | Marijan Golob                 | Miroslav Slana         | Bojan Adamič      |                                                            |
| 2.  | Duo Evergreen         | Muaja rožankica           | Marijan Smode, Rajko Stropnik | Anita Hudl             | Edvard Holnthaner |                                                            |
| 3.  | Meta Malus            | Čez eno ružo jo pa ni     | Ivan Gorenc                   | Meta Malus             | Jože Privšek      |                                                            |
| 4.  | Big Ben               | Brčinska lonca            | Tone Žagar                    | Marjan Horn            | Milan Ferlež      |                                                            |
| 5.  | Milan Hribar          | Mlatci                    | Silvester Mihelčič            | Toni Gašperič          | Bojan Adamič      | 1. nagrada za besedilo                                     |
| 6.  | Čudežna polja         | Č'rij'šnj, č'rij'šnj      | Tone Žagar                    | Ludvik Zorzut          | Jože Privšek      |                                                            |
| 7.  | Božo Harb             | Pišta Bači                | Dezider Cener                 | Božo Harb              | Jože Privšek      | nagrada za aranžma                                         |
| 8.  | Mateja Horvat         | Mura                      | Mateja Horvat                 | Mateja Horvat          | Jože Privšek      |                                                            |
| 9.  | Ansambel Veter        | Furež                     | Oto Pestner                   | Brigita Kobe           | Oto Pestner       |                                                            |
| 10. | Robi Horvat & Monitor | Kak ftica lastuvica       | Jože Gerenčer                 | Jože Gerenčer          | Dečo Žgur         | zlati klopotec, 1. nagrada občinstva, nagrada za debitanta |
| 11. | Levi devžej           | Cijgu malta               | Marijan Golob                 | Ernest Kočivnik        | Marijan Golob     | 2. nagrada za besedilo                                     |
| 12. | Edvin Fliser          | Moj'mu srcu najlupša si   | Edvin Fliser                  | Edvin Fliser           | Edvard Holnthaner | 1. nagrada žirije, 2. nagrada občinstva                    |
| 13. | Lado Leskovar         | Kavarna Astoria           | Mario Engelsberger            | Metka Karba            | Bojan Adamič      |                                                            |
| 14. | Anita Zore            | Kušikaj me, dragi moj     | Edvin Fliser                  | Miroslav Slana - Miros | Bojan Adamič      | 3. nagrada občinstva                                       |
| 15. | Štajerskih 7          | Ljubezen na meji          | Davorin Kurbos                | Davorin Kurbos         | Boris Rošker      | 3. nagrada za besedilo                                     |
| 16. | Aleksander Jež        | Z'tu s' ga bom sp't n'pil | Aleksander Jež                | Aleksander Jež         | Milan Ferlež      |                                                            |